# Bohater Republiki Czeczeńskiej
Bohater Republiki Czeczeńskiej (ros. Герой Чеченской Республики) – najwyższy tytuł honorowy Republiki Czeczeńskiej, przyznawany przez Głowę Republiki Czeczeńskiej za wybitne zasługi dla Republiki Czeczeńskiej i jej narodu, związane z dokonaniem bohaterskiego czynu. Tytuł, wzorowany w wyglądzie i formule na dawnym tytule Bohatera Związku Radzieckiego i obecnym Bohatera Federacji Rosyjskiej, został ustanowiony 31 października 2022 roku przez przywódcę Republiki Czeczeńskiej Ramzana Kadyrowa.

## Opis
Medal Bohatera Republiki Czeczeńskiej to ośmioramienna złota gwiazda z wypukłymi, fasetowanymi promieniami i reliefowym wizerunkiem czeczeńskiego ornamentu ludowego. Gwiazda otoczona jest wypukłą obwódką o szerokości 0,5 mm. Odległość między końcami promieni gwiazdy wynosi 35 mm. Narożniki gwiazdy są ozdobione szmaragdami o średnicy 1,25 mm. Na awersie znajduje się okrągły medalion o średnicy 25 mm, w którego centrum przedstawiono reliefowy półksiężyc i pięcioramienną gwiazdę – symbole islamu. Wielkość półksiężyca wynosi 15 mm, wielkość gwiazdy – 4,4 mm. Medalion jest otoczony zieloną obwódką o szerokości 2,7 mm i obramowany z obu stron wypukłą krawędzią. Na obramowaniu znajduje się wypukły złoty napis: u góry КЪОНАХ („Kionach”), u dołu – АЛЛАХУ АКБАР · АХМАТ-СИЛА („Allahu Akbar · Achmat-Siła”).
Na rewersie znajduje się podwójna obwódka, zewnętrzna o szerokości 0,8 mm, wewnętrzna o szerokości 0,5 mm, odległość między nimi wynosi 0,6 mm. W centrum, poziomo, w trzech liniach, widnieje wypukły napis: ГЕРОЙ ЧЕЧЕНСКОЙ РЕСПУБЛИКИ („Bohater Republiki Czeczeńskiej”). Na dole rewersu znajduje się wygrawerowany numer odznaczenia i próba złota.
Medal połączony jest z prostokątną zawieszką o wysokości 27 mm i szerokości 30 mm za pomocą oczka i pierścienia. Zawieszka pokryta jest wstążką typu moiré w barwach flagi narodowej Republiki Czeczeńskiej. Szerokość taśmy 24 mm. Na odwrocie zawieszki znajduje się agrafka służąca do przymocowania medalu do ubrania.
Waga medalu wynosi 65-70 gramów. Medal wykonany jest ze złota próby 750 karatów.

## Odznaczeni
Zgodnie ze statutem tytułu Bohatera Republiki Czeczeńskiej, wyróżniony otrzymuje:
- odznakę specjalnego wyróżnienia – medal Bohatera Republiki Czeczeńskiej;
- świadectwo nadania tytułu Bohatera Republiki Czeczeńskiej[1].

Bohaterowie Republiki Czeczeńskiej korzystają ze świadczeń przewidzianych przez ustawodawstwo Republiki Czeczeńskiej.
Medal Bohatera Republiki Czeczeńskiej jest noszony po lewej stronie klatki piersiowej, powyżej wszystkich innych odznaczeń czeczeńskich i rosyjskich, za Złotą Gwiazdą Bohatera Federacji Rosyjskiej.